# Frogger: Helmet Chaos
Frogger: Hjälm Chaos är ett datorspel av action-äventyrsgenren som släpptes 2005 av Konami Computer Entertainment Hawaii. Den släpptes på Nintendo DS och PlayStation Portable. Det är den första 3D-bärbara Frogger-titeln